# 34153 Deeannguo
34153 Deeannguo este o planetă minoră (asteroid) din centura de asteroizi. A fost descoperită pe 24 august 2000 la Experimental Test Site⁠(d) de Lincoln Near-Earth Asteroid Research. 
Obiectul prezintă o orbită caracterizată de o semiaxă mare de 3,1734253 UAi, o excentricitate de 0,2, o înclinație de 2,33619 ° în raport cu ecliptica.